# Hohentengen am Hochrhein
Hohentengen am Hochrhein (literalmente «Hohentengen en la orilla del Alto Rin») es un municipio en el distrito de Waldshut en Baden-Wurtemberg, Alemania. Ya hace 2000 años había un oppidum celta por aquí. Los romanos construyeron un puente sobre el Rin y fortificaron el lugar. Hohentengen fue mencionado por vez primera en un documento escrito del año 877 d. C. de la diócesis de Constanza.

## Enlaces
- Wikimedia Commons alberga una categoría multimedia sobre Hohentengen del Alto Rin.
- www.hohentengen.de